# Silba perplexa
Silba perplexa är en tvåvingeart som först beskrevs av Walker 1862.  Silba perplexa ingår i släktet Silba och familjen stjärtflugor. Inga underarter finns listade i Catalogue of Life.